# Myzocallis
Myzocallis är ett släkte av insekter som beskrevs av Giovanni Passerini 1860. Myzocallis ingår i familjen långrörsbladlöss.

## Dottertaxa tillMyzocallis, i alfabetisk ordning[1][2]
- Myzocallis agrifolicola
- Myzocallis asclepiadis
- Myzocallis atropunctatus
- Myzocallis bellus
- Myzocallis boerneri
- Myzocallis carpini
- Myzocallis castaneae
- Myzocallis castaneoides
- Myzocallis castanicola
- Myzocallis cocciferinus
- Myzocallis coryli
- Myzocallis cyperus
- Myzocallis discolor
- Myzocallis durangoensis
- Myzocallis elliotti
- Myzocallis ephemerata
- Myzocallis exultans
- Myzocallis frisoni
- Myzocallis glandulosus
- Myzocallis granovskyi
- Myzocallis komareki
- Myzocallis longirostris
- Myzocallis longiunguis
- Myzocallis mediterraneus
- Myzocallis melanocera
- Myzocallis meridionalis
- Myzocallis multisetis
- Myzocallis myricae
- Myzocallis nanae
- Myzocallis neoborealis
- Myzocallis occidentalis
- Myzocallis pakistanicus
- Myzocallis pepperi
- Myzocallis persicus
- Myzocallis polychaetus
- Myzocallis pseudodiscolor
- Myzocallis punctatus
- Myzocallis spinosus
- Myzocallis tauricus
- Myzocallis tenochca
- Myzocallis tissoti
- Myzocallis tuberculatus
- Myzocallis walshii